# Johan Björkman (1715–1788)
För andra betydelser, se Johan Björkman (olika betydelser).
Johan Björkman, född 1715 i Nedertorneå socken, död 9 augusti 1788 i Gällivare socken, var en svensk präst.
Björkmans släkt tog sitt släktnamn efter Björkö, strax utanför Torneå. Familjen tvingades fly från hembygden under stora ofreden och Björkman föddes i Vojakkala. Björkman inskrevs som student vid Uppsala universitet 1732 och avlade prästexamen i Härnösand den 29 mars 1740 samt prästvigdes till missionär i Lappmarken. Till en början arbetade han dock som adjunkt hos komminister Isak Tornberg i Hietaniemi församling. Han blev nådårspredikant i Kengis 1740 och efterträdde Johannes Antilius som ortens brukspredikant samt gifte sig med dennes änka Catharina Tornberg. 1746 förflyttades han till Kautokeino, men när Kautokeinos församling i och med gränsregleringen 1751 tillföll Norge blev Björkman av med sin tjänst. Han stannade dock kvar som präst där fram tills de nya prästerna från Danmark anlände omkring 1753.
År 1754 utsågs Björkman till skolmästare i den nyinrättade sameskolan i Gällivare och blev 1755 kyrkoherde i Gällivare församling efter Carl Lund. Under hans tid som kyrkoherde drabbades församlingen av två allvarliga motgångar. År 1760 härjade en dödlig epidemi bland Gällivaresamernas renar, vilket ledde till fattigdom och tvingade samerna till tiggeri, och 1762 brann den gamla prästgården ner. Dock åstadkom Björkman stora framsteg vad gällde spridandet av kristendomskunskapen hos församlingen och hos samerna.
Björkmans första hustru, som var dotter till kyrkoherden Johannes Tornberg, avled 1778. Björkman gifte sig ånyo 1782 med Brita Maria Höjer, som var dotter till häradshövdingen Michael Höjer i Nederkalix. I första äktenskapet föddes fem barn, däribland sonen Johan Björkman som efterträdde fadern som kyrkoherde i Gällivare. Även dennes son Johan Björkman blev kyrkoherde i Gällivare församling. Därigenom kom släkten att i över 100 år i följd inneha pastoratet.